# Mardy Fish
Mardy Simpson Fish (Edina, Minnesota, 9 de desembre de 1981) és un tennista professional estatunidenc. Fish aconseguí la medalla de plata en els Jocs Olímpics d'Atenes 2004, caient en la final individual contra Nicolás Massú.

## Biografia
Fish va néixer a Edina l'any 1981, fill de Tom i Sally, entrenador professional de tennis i mestressa de casa. El 1986, la seva família es va traslladar a Vero Beach (Florida) i posteriorment a Boca Raton. on assistí a l'institut Boca Prep International School. L'any 1999 va viure amb la família d'Andy Roddick, amb el qual jugava a tennis i bàsquet.
Es va casar amb Stacey Gardner, advocada, en una cerimònia jueva el setembre de 2008, i el seu amic i tennista professional James Blake en fou el padrí.
És seguidor de l'equip de futbol americà Minnesota Vikings i de l'equip de futbol Everton. Té un grup de seguidors que s'anomenen "The Fishheads" que el segueixen arreu del món per veure els seus partits en directe.

## Jocs Olímpics

### Individual
| Any  | Campionat                     | Oponent       | Resultat                |
| ---- | ----------------------------- | ------------- | ----------------------- |
| 2004 | Jocs Olímpics, Atenes, Grècia | Nicolás Massú | 3−6, 6−3, 6−2, 3−6, 4−6 |

## Palmarès: 15 (6−8−1)

### Individual: 20 (6−14)
| Llegenda (pre/post 2009)                                 |
| -------------------------------------------------------- |
| Grand Slams (0−0)                                        |
| Jocs Olímpics Argent (1)                                 |
| Tennis Masters Cup / ATP Finals (0−0)                    |
| ATP Masters Series / ATP World Tour Masters 1000 (0−4)   |
| ATP International Series Gold / ATP World Tour 500 (0−0) |
| ATP International Series / ATP World Tour 250 (6−9)      |

| Títols per superfície |
| --------------------- |
| Dura (4−11)           |
| Gespa (1−3)           |
| Terra batuda (1−0)    |

| Resultat  | Núm. | Data                 | Torneig                       | Superfície   | Oponent en la final | Marcador                |
| --------- | ---- | -------------------- | ----------------------------- | ------------ | ------------------- | ----------------------- |
| Finalista | 1.   | 10 de març de 2003   | Delray Beach, Estats Units    | Dura         | Jan-Michael Gambill | 0−6, 6−7(5)             |
| Finalista | 2.   | 23 de juny de 2003   | Nottingham, Regne Unit        | Gespa        | Greg Rusedski       | 3−6, 2−6                |
| Finalista | 3.   | 18 d'agost de 2003   | Cincinnati, Estats Units      | Dura         | Andy Roddick        | 6−4, 6−7(3), 6−7(4)     |
| Guanyador | 1.   | 20 d'octubre de 2003 | Estocolm, Suècia              | Dura (i)     | Robin Söderling     | 7−5, 3−6, 7−6(4)        |
| Finalista | 4.   | 16 de febrer de 2004 | San Jose, Estats Units        | Dura (i)     | Andy Roddick        | 6−7(13), 4−6            |
| Finalista | 5.   | 14 de juny de 2004   | Halle, Alemanya               | Gespa        | Roger Federer       | 0−6, 3−6                |
| Finalista | 6.   | 22 d'agost de 2004   | Jocs Olímpics, Atenes, Grècia | Dura         | Nicolás Massú       | 3−6, 6−3, 6−2, 3−6, 4−6 |
| Guanyador | 2.   | 10 d'abril de 2006   | Houston, Estats Units         | Terra batuda | Jürgen Melzer       | 3−6, 6−4, 6−3           |
| Finalista | 7.   | 27 d'agost de 2007   | New Haven, Estats Units       | Dura         | James Blake         | 5−7, 4−6                |
| Finalista | 8.   | 23 de març de 2008   | Indian Wells, Estats Units    | Dura         | Novak Đoković       | 2−6, 7−5, 3−6           |
| Finalista | 9.   | 23 d'agost de 2008   | New Haven (2)                 | Dura         | Marin Čilić         | 4−6, 6−4, 2−6           |
| Finalista | 10.  | 15 de febrer de 2009 | San Jose (2)                  | Dura (i)     | Radek Štěpánek      | 6−3, 4−6, 2−6           |
| Guanyador | 3.   | 1 de març de 2009    | Delray Beach                  | Dura         | Ievgueni Koroliov   | 7−5, 6−3                |
| Finalista | 11.  | 13 de juny de 2010   | Queen's Club, Regne Unit      | Gespa        | Sam Querrey         | 6−7(3), 5−7             |
| Guanyador | 4.   | 11 de juliol de 2010 | Newport, Estats Units         | Gespa        | Olivier Rochus      | 5−7, 6−3, 6−4           |
| Guanyador | 5.   | 25 de juliol de 2010 | Atlanta, Estats Units         | Dura         | John Isner          | 4−6, 6−4, 7−6(4)        |
| Finalista | 12.  | 22 d'agost de 2010   | Cincinnati (2)                | Dura         | Roger Federer       | 7−6(5), 6−7(1), 4−6     |
| Guanyador | 6.   | 24 de juliol de 2011 | Atlanta (2)                   | Dura         | John Isner          | 3−6, 7−6(6), 6−2        |
| Finalista | 13.  | 31 de juliol de 2011 | Los Angeles, Estats Units     | Dura         | Ernests Gulbis      | 7−5, 4−6, 4−6           |
| Finalista | 14.  | 14 d'agost de 2011   | Mont-real, Canadà             | Dura         | Novak Đoković       | 2−6, 6−3, 4−6           |

### Dobles: 11 (8−3)
| Llegenda (pre/post 2009)                                 |
| -------------------------------------------------------- |
| Grand Slams (0−0)                                        |
| Tennis Masters Cup / ATP Finals (0−0)                    |
| ATP Masters Series / ATP World Tour Masters 1000 (1−1)   |
| ATP International Series Gold / ATP World Tour 500 (2−2) |
| ATP International Series / ATP World Tour 250 (5−0)      |

| Títols per superfície |
| --------------------- |
| Dura (5−2)            |
| Gespa (1−0)           |
| Terra batuda (2−1)    |

| Resultat  | Núm. | Data                 | Torneig                     | Superfície   | Parella        | Oponents en la final               | Marcador            |
| --------- | ---- | -------------------- | --------------------------- | ------------ | -------------- | ---------------------------------- | ------------------- |
| Guanyador | 1.   | 29 d'abril de 2002   | Houston, Estats Units       | Terra batuda | Andy Roddick   | Neville Godwin Jan-Michael Gambill | 6−4, 6−4            |
| Guanyador | 2.   | 16 de febrer de 2004 | San Jose, Estats Units      | Dura (i)     | James Blake    | Rick Leach Brian MacPhie           | 6−2, 7−5            |
| Guanyador | 3.   | 19 d'abril de 2004   | Houston (2)                 | Terra batuda | James Blake    | Rick Leach Brian MacPhie           | 6−3, 6−4            |
| Finalista | 1.   | 27 de febrer de 2006 | Memphis, Estats Units       | Dura         | James Blake    | Chris Haggard Ivo Karlović         | 6−0, 5−7, [5−10]    |
| Guanyador | 4.   | 7 de juliol de 2008  | Newport, Estats Units       | Gespa        | John Isner     | Rohan Bopanna Aisam-ul-Haq Qureshi | 6−3, 7−6(1)         |
| Guanyador | 5.   | 13 de febrer de 2009 | Memphis                     | Dura (i)     | Mark Knowles   | Travis Parrott Filip Polášek       | 7−6(7), 6−1         |
| Guanyador | 6.   | 9 de març de 2009    | Indian Wells, Estats Units  | Dura         | Andy Roddick   | Maks Mirni Andy Ram                | 3−6, 6−1, [14−12]   |
| Guanyador | 7.   | 14 de febrer de 2010 | San Jose (2)                | Dura (i)     | Sam Querrey    | Benjamin Becker Leonardo Mayer     | 7−6(3), 7−5         |
| Guanyador | 8.   | 8 d'agost de 2010    | Washington DC, Estats Units | Dura         | Mark Knowles   | Tomáš Berdych Radek Štěpánek       | 4−6, 7−6(7), [10−7] |
| Finalista | 2.   | 15 de maig de 2011   | Roma, Itàlia                | Terra batuda | Andy Roddick   | John Isner Sam Querrey             | Renúncia            |
| Finalista | 3.   | 4 d'agost de 2013    | Washington DC               | Dura         | Radek Štěpánek | Julien Benneteau Nenad Zimonjić    | 6−7(5), 5−7         |

### Equips: 2 (1−1)
| Resultat  | Núm. | Data                    | Torneig                       | Superfície       | Equip                                 | Oponents                                                         | Resultat         |
| --------- | ---- | ----------------------- | ----------------------------- | ---------------- | ------------------------------------- | ---------------------------------------------------------------- | ---------------- |
| Guanyador | 1.   | 2002                    | Copa Hopman, Perth, Austràlia | Dura             | Serena Williams                       | Jelena Janković · Novak Đoković                                  | 2–1 en el global |
| Finalista | 1.   | 3−5 de desembre de 2004 | Copa Davis, Sevilla, Espanya  | Terra batuda (i) | Andy Roddick · Bob Bryan · Mike Bryan | Juan Carlos Ferrero · Carles Moyà · Rafael Nadal · Tommy Robredo | 2–3 en el global |

## Trajectòria en

### Individual
| Torneig | 2000   | 2001        | 2002        | 2003        | 2004   | 2005        | 2006        | 2007        | 2008   | 2009        | 2010        | 2011        | 2012  | 2013 | Títols | V − D   |
| --- | ------ | ----------- | ----------- | ----------- | ------ | ----------- | ----------- | ----------- | ------ | ----------- | ----------- | ----------- | ----- | ---- | ------ | ------- |
| Open d'Austràlia | A      | A           | 2R          | 3R          | 1R     | 2R          | A           | QF          | 3R     | 3R          | 1R          | 2R          | 2R    | A    | 0 / 10 | 14 – 10 |
| Roland Garros | A      | Q1          | Q1          | 1R          | A      | 1R          | A           | A           | 2R     | 1R          | 2R          | 3R          | A     | A    | 0 / 6  | 4 – 6   |
| Wimbledon | A      | 1R          | Q1          | 3R          | 2R     | A           | 3R          | 1R          | 1R     | 3R          | 2R          | QF          | 4R    | A    | 0 / 10 | 15 – 10 |
| US Open | 1R     | 1R          | 2R          | 2R          | 2R     | 1R          | 2R          | 2R          | QF     | A           | 4R          | 4R          | 4R    | A    | 0 / 12 | 18 – 12 |
| Jocs Olímpics | A      | No celebrat | No celebrat | No celebrat | F      | No celebrat | No celebrat | No celebrat | A      | No celebrat | No celebrat | No celebrat | A     | NC   | 0 / 1  | 5 – 1   |
| ATP World Tour Finals | Absent | Absent      | Absent      | Absent      | Absent | Absent      | Absent      | Absent      | Absent | Absent      | Absent      | RR          | A     | A    | 0 / 1  | 0 – 3   |
| Victòries−Derrotes | 3−4    | 5−8         | 11−11       | 39−25       | 29−20  | 6−11        | 22−18       | 24−23       | 32−23  | 21−17       | 40−14       | 43−25       | 21−11 | 4−5  |        | 300–215 |
| Rànquing a final d'any | 305    | 141         | 84          | 20          | 37     | 225         | 47          | 39          | 24     | 55          | 16          | 8           | 27    | 373  |        |         |
| Llegenda: G: Guanyador; F: Finalista; SF: Semifinalista; QF: Quarts de final; Q: Qualificació; A: Absent; RR: Round Robin; |        |             |             |             |        |             |             |             |        |             |             |             |       |      |        |         |